# Mantelet
Mantelet (tal. mantelletta od lat. mantellum) je odjevni predmet katoličkog klera bez rukava, do koljena, nalik prsluku, otvoren sprijeda, s prorezima umjesto rukava sa strane. Znak je ograničenja crkvene jurisdikcije.
Prije 1969. biskup je umjesto mocete preko rokete nosio mantelet izvan svoje jurisdikcije. Kao simbol prelature, ali i ograničenja, uvijek su ga nosili pomoćni biskupi (koji su imali titularne biskupije), nadbiskup samo izvan svoje provincije, a biskup samo izvan svoje biskupije. Unutar vlastite jurisdikcije umjesto toga nosili su mocetu. Mantelet su također nosili kardinali (ispod mocete) samo kada su bili u gradu Rimu, kao simbol kardinalskog ranga u cijeloj Crkvi (stoga su nosili samo mocetu čak i izvan svojih biskupija), ali u znak poštovanja prema papinskom autoritetu kada su bili u njegovom crkvenom sjedištu.
Prelati su nosili ljubičast mantelet s crvenim obrubom, dok su kardinali nosili u potpunosti crven svileni mantelet. U vremenima žalosti kardinali nosili su pokornički ljubičasti mantelet.